# Touët-de-l'Escarène
Ne doit pas être confondu avec Touët-sur-Var.
Touët-de-l'Escarène est une commune française située dans le département des Alpes-Maritimes, en région Provence-Alpes-Côte d'Azur.

## Géographie
Située sur la route du col de Braus, dans l’arrière pays niçois, Touët-de-l’Escarène est étagée sur le flanc d’une colline, au-dessus d'une rivière chantante, le Paillon.
À 23 km de Nice, Touët-de-l'Escarène peut être également rejoint par la ligne ferroviaire SNCF de Nice à Breil-sur-Roya.

### Communes limitrophes
| Lucéram    | Lucéram             | Lucéram |
| L'Escarène | Touët-de-l’Escarène | Lucéram |
| L'Escarène | L'Escarène          | Peille  |

### Climat
Pour des articles plus généraux, voir Climat de Provence-Alpes-Côte d'Azur et Climat des Alpes-Maritimes.
En 2010, le climat de la commune est de type climat méditerranéen altéré, selon une étude du Centre national de la recherche scientifique s'appuyant sur une série de données couvrant la période 1971-2000. En 2020, Météo-France publie une typologie des climats de la France métropolitaine dans laquelle la commune est exposée à un climat méditerranéen et est dans la région climatique  Var, Alpes-Maritimes, caractérisée par une pluviométrie abondante en automne et en hiver (250 à 300 mm en automne), un très bon ensoleillement en été (fraction d’insolation > 75 %), un hiver doux (8 °C) et peu de brouillards. 
Pour la période 1971-2000, la température annuelle moyenne est de 13,3 °C, avec une amplitude thermique annuelle de 15,5 °C. Le cumul annuel moyen de précipitations est de 935 mm, avec 5,6 jours de précipitations en janvier et 3,5 jours en juillet. Pour la période 1991-2020, la température moyenne annuelle observée sur la station météorologique de Météo-France la plus proche, « Peira Cava », sur la commune de Lucéram à 4 km à vol d'oiseau, est de 9,4 °C et le cumul annuel moyen de précipitations est de 1 038,8 mm. 
La température maximale relevée sur cette station est de 33 °C, atteinte le 28 juin 2019 ; la température minimale est de −15 °C, atteinte le 23 février 2005,,. 
Les paramètres climatiques de la commune ont été estimés pour le milieu du siècle (2041-2070) selon différents scénarios d'émission de gaz à effet de serre à partir des nouvelles projections climatiques de référence DRIAS-2020. Ils sont consultables sur un site dédié publié par Météo-France en novembre 2022.

## Urbanisme

### Typologie
Au 1er janvier 2024, Touët-de-l'Escarène est catégorisée commune rurale à habitat dispersé, selon la nouvelle grille communale de densité à 7 niveaux définie par l'Insee en 2022.
Elle est située hors unité urbaine. Par ailleurs la commune fait partie de l'aire d'attraction de Nice, dont elle est une commune de la couronne,. Cette aire, qui regroupe 100 communes, est catégorisée dans les aires de 200 000 à moins de 700 000 habitants,.

### Occupation des sols
L'occupation des sols de la commune, telle qu'elle ressort de la base de données européenne d’occupation biophysique des sols Corine Land Cover (CLC), est marquée par l'importance des forêts et milieux semi-naturels (100 % en 2018), une proportion identique à celle de 1990 (100 %). La répartition détaillée en 2018 est la suivante : 
forêts (36,8 %), milieux à végétation arbustive et/ou herbacée (35,9 %), espaces ouverts, sans ou avec peu de végétation (27,4 %).
L'évolution de l’occupation des sols de la commune et de ses infrastructures peut être observée sur les différentes représentations cartographiques du territoire : la carte de Cassini (XVIIIe siècle), la carte d'état-major (1820-1866) et les cartes ou photos aériennes de l'IGN pour la période actuelle (1950 à aujourd'hui).

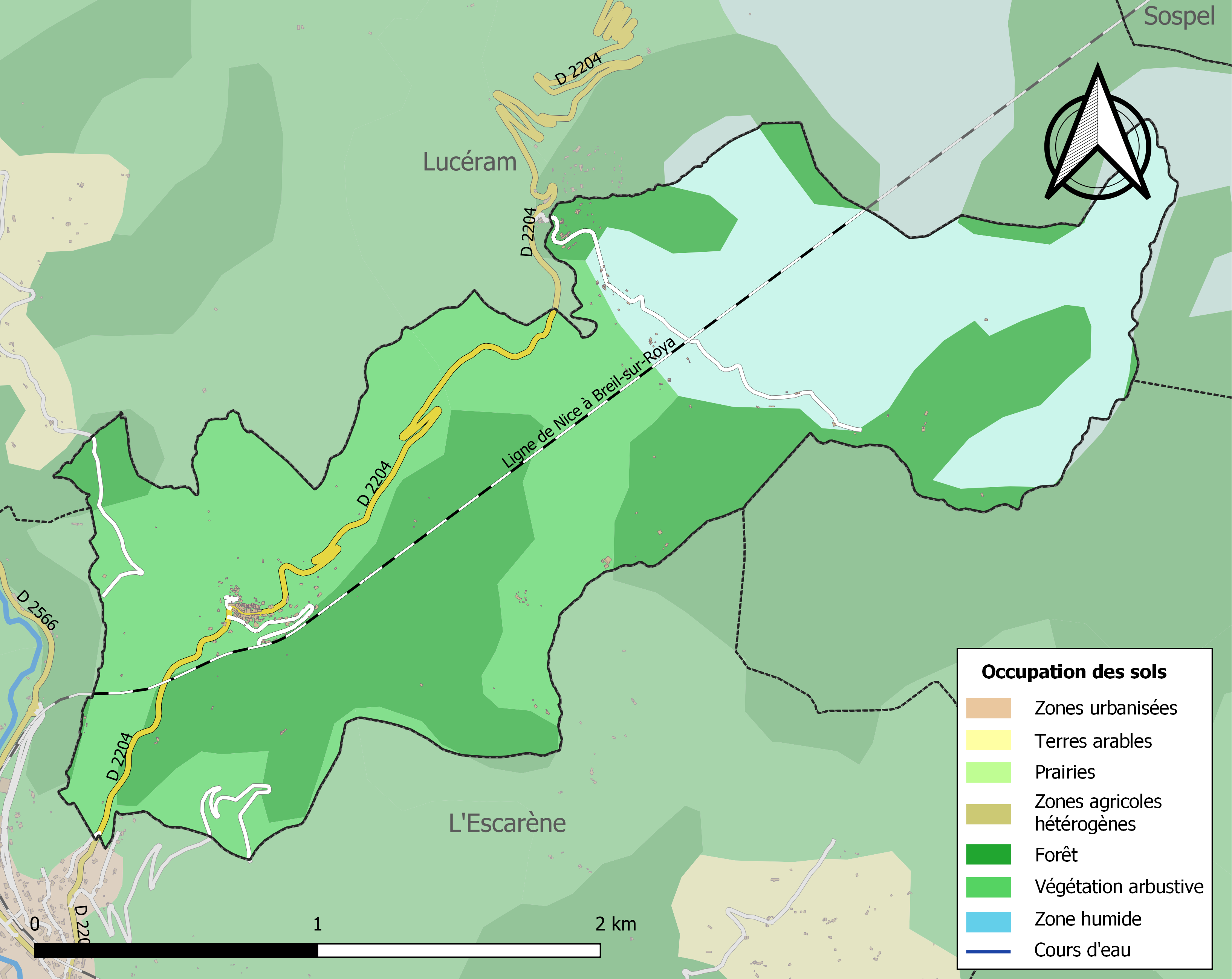
Carte de l'occupation des sols de la commune en 2018 (CLC).

## Toponymie
Le nom Touet ou Touët provient du pré-latin tob, désignant un terrain en pente. L'utilisation de la préposition de avant le nom de la commune voisine de L'Escarène est à rapprocher de celle de la préposition (aujourd'hui inusitée) lès ou lez, et signifie « près de ».
Ses habitants sont appelés les Touétois.

## Histoire
Touët-de-l’Escarène est un village médiéval, aux rues pavées.
À la fin du treizième siècle, Bérenger Cays fut coseigneur du Touët et du Peillon.
Le festin de la Saint-Louis y est organisé tous les ans à la fin du mois d'août.

## Politique et administration
| Période                                  | Période          | Identité       | Étiquette | Qualité                                                        |
| ---------------------------------------- | ---------------- | -------------- | --------- | -------------------------------------------------------------- |
| Les données manquantes sont à compléter. |                  |                |           |                                                                |
| 1904                                     |                  | Édouard Cauvin |           |                                                                |
| mai 1945                                 | mars 1965        | Charles Sido   |           |                                                                |
| mars 1977                                | 1988 (démission) | Louis Ribuot   | PCF       |                                                                |
| 1988                                     | En cours         | Noël Albin     | PCF       | Employé Conseiller général du canton de L'Escarène (1998-2015) |

## Démographie
L'évolution du nombre d'habitants est connue à travers les recensements de la population effectués dans la commune depuis 1793. Pour les communes de moins de 10 000 habitants, une enquête de recensement portant sur toute la population est réalisée tous les cinq ans, les populations de référence des années intermédiaires étant quant à elles estimées par interpolation ou extrapolation. Pour la commune, le premier recensement exhaustif entrant dans le cadre du nouveau dispositif a été réalisé en 2005.

En 2022, la commune comptait 303 habitants, en évolution de +6,32 % par rapport à 2016 (Alpes-Maritimes : +2,85 %, France hors Mayotte : +2,11 %).
| 1793 | 1800 | 1806 | 1822 | 1838 | 1848 | 1858 | 1861 | 1866 |
| ---- | ---- | ---- | ---- | ---- | ---- | ---- | ---- | ---- |
| 265  | 290  | 327  | 374  | 459  | 456  | 428  | 418  | 398  |

| 1872 | 1876 | 1881 | 1886 | 1891 | 1896 | 1901 | 1906 | 1911 |
| ---- | ---- | ---- | ---- | ---- | ---- | ---- | ---- | ---- |
| 390  | 349  | 337  | 325  | 312  | 369  | 337  | 292  | 314  |

| 1921 | 1926 | 1931 | 1936 | 1946 | 1954 | 1962 | 1968 | 1975 |
| ---- | ---- | ---- | ---- | ---- | ---- | ---- | ---- | ---- |
| 281  | 287  | 216  | 217  | 156  | 187  | 215  | 173  | 137  |

| 1982 | 1990 | 1999 | 2005 | 2006 | 2010 | 2015 | 2020 | 2022 |
| ---- | ---- | ---- | ---- | ---- | ---- | ---- | ---- | ---- |
| 173  | 212  | 242  | 286  | 282  | 325  | 289  | 308  | 303  |

## Économie
Un restaurant, une auberge de 9 chambres et des gîtes constituent l'économie touristique de Touët-de-l'Escarène.

## Culture locale et patrimoine

### Lieux et monuments
- Église Saint-Martin (XIXe siècle) ;
- Chapelle Notre-Dame de la Madone ;
- Maison natale d'Henri Sappia.
- Tunnel du col de Braus, pour la ligne de Nice à Breil-sur-Roya, long de 5 938 m.

### Personnalités liées à la commune
- Henri Sappia, érudit, écrivain, né dans la commune, le 17 avril 1833, mort à Nice en 1906. Issu d’une ancienne famille du comté, il fait de solides études classiques dans le collège des jésuites de Nice. Docteur en lettres, en philosophie et en droit, il est tour à tour professeur, journaliste et homme politique mêlé de près aux mouvements révolutionnaires italiens.

Secrétaire de Mazzini, il participe au mouvement de la Commune de Paris puis émigre à Londres et rentre à Nice vers 1890. En 1898, il fonde la revue Nice-Historique, qu'il dirige jusqu'à sa mort, et contribue activement à la création de l’Acadèmia Nissarda dont il fut le secrétaire.
Une plaque est accrochée sur la maison de sa naissance.
- Charles Sido, né le 18 février 1891 à Paris, officier de la Légion d’honneur à titre militaire, Médaille militaire, croix de guerre 1914/1918.

Officier de l’armée française, appelé à la guerre 14/18 au 173e régiment d'infanterie, il s'engage dans l'aviation en tant que pilote de chasse en 1916 et participe à la bataille des Dardanelles et à l’occupation de la Syrie.
Pilote d'essai pour le compte de l'armée de l'air française, basé à Étampes, il participe une fois à la coupe Michelin (tour de France de l'aviation).

### Héraldique
| Blason de Touët-de-l'Escarène | Blason  | Tranché : d’azur et de sinople à la bande d’or brochant sur la partition accompagnée de deux croisettes d’argent. |
| Blason de Touët-de-l'Escarène | Détails | Le statut officiel du blason reste à déterminer.                                                                  |